# اکتور اورتیس
اکتور اورتیس (اسپانیایی: Héctor Ortiz‎; زاده ۲۰ دسامبر ۱۹۲۸ – درگذشت نامشخص) بازیکن فوتبال اهل مکزیک بود.
از باشگاه‌هایی که در آن بازی کرده‌است می‌توان به باشگاه فوتبال نیکاکسا اشاره کرد.
وی همچنین در تیم ملی فوتبال مکزیک بازی کرده‌است.